# 愛德華茲鎮區 (密歇根州)
愛德華茲鎮區（英語：Edwards Township）是位於美國密歇根州奧格莫縣的一個行政鎮區。

## 地方資料
愛德華茲鎮區的面積為92.41平方千米，當中陸地面積為90.47平方千米，而水域面積為1.94平方千米。根據2020年美國人口普查的數據，當地共有人口1361人，而人口密度為每平方千米14.73人。